# Tormáskölesd
Tormáskölesd a Kistormás és Kölesd községek egyesítésével létrejött Tolna vármegyei Kölesd község 1938–1939 között használt ideiglenes elnevezése volt. 1947-ben Kistormás ismét önálló községgé alakult, ezzel az egyesítés is megszűnt.